# علی‌اکبر سلیمی جهرمی
علی‌اکبر سلیمی جهرمی(۱۳۱۷ جهرم - ۱۳۶۰ تهران) معاون نخست‌وزیر و دبیرکل سازمان امور اداری و استخدامی کشور در دولت رجایی بود که در حادثه بمب‌گذاری در دفتر حزب جمهوری اسلامی کشته شد.
سلیمی متولد ۱۳۱۷ در جهرم بود. او لیسانس زبان انگلیسی را از دانشگاه تهران گرفته و به عنوان معلم در آموزش و پروزش مشغول به کار شد. وی پیش از انقلاب به اتهام همکاری با سازمان مجاهدین خلق به مدت سه ماه توسط ساواک بازداشت شد. پس از انقلاب به سمت‌هایی مانند مدیریت کل آموزش و پرورش تهران، سمت معاون پژوهشی و برنامه‌ریزی سازمان پژوهش و برنامه‌ریزی وزارت آموزش و پرورش و از تاریخ ۲/۱۲/۱۳۵۹ به سمت مشاور وزیر منصوب شد. جهرمی در دولت رجایی به عنوان معاون نخست‌وزیر و دبیرکل سازمان امور اداری و استخدامی کشور فعالیت کرد.
او همچنین عضو حزب جمهوری اسلامی بود. و در ۷ تیر ماه ۱۳۶۰ در حادثه بمب‌گذاری در دفتر حزب جمهوری اسلامی کشته شد.